# Тун-Гогенштейн, Франц Антон фон
Франц Антон фон Тун-Гогенштейн (нем. Franz Anton von Thun und Hohenstein; 2 сентября 1847 — 1 ноября 1916) — австро-венгерский государственный деятель, министр-президент Цислейтании в 1898—1899 годах. Князь (1911).

## Происхождение и семья
Родился в Течене (ныне — Дечин в Чехии). Франц Антон — второй ребёнок Фридриха фон Тун-Гоненштейна (1810—1881) и графини Леопольдины фон Ламберг, баронессы фон Штейн-Гуттенберг (1825−1902). Учился на юридическом факультете Венского университета. Служил в армии драгуном.
18 мая 1874 года в Праге сочетался браком с Анной Марией Вильгельминой Леопольдиной Евгенией, княжной цу Шварценберг (1854—1898), супруга умерла 24 декабря 1898 года бездетной. 21 января 1901 года сочетался вторым браком также в Праге с Эрнестиной Габриелой, графиней фон Тун-Гогенштейн (1858—1948). В браке родилась дочь Анна Мария.

## Политик
В 1879 году избран в Палату депутатов рейхсрата, входил в группу консервативных крупных землевладельцев. В 1881 унаследовал от отца место в Палате господ. В 1883—1889 и 1901—1911 годах являлся депутатом ландтага Богемии.
5 марта 1889 года назначен штатгальтером Богемии. Основная задача, возложенная на новую земельную администрацию, состояла в примирении между немецким и чешским населением. Проводил политику уравнивания в правах представителей обеих общин. Практически сразу Тун столкнулся с сопротивлением одновременно немецких националистов, опасавшихся ослабления своих позиций в Чехии и младочехов, целью которых было достижение национальной автономии. Предложенный план примирения принят не был. В 1893 в Праге вспыхнули волнения, которые Тун был вынужден подавить вооруженной силой. Была раскрыта тайная организация чешских анархо-синдикалистов «Омладина», над членами которой в 1893 — 1894 состоялся суд. После победы на выборах в ландтаг 1895 младочехов, в феврале 1896 Тун-Гогенштейн покинул пост штатгальтера. Был назначен обергофмейстером эрцгерцога Франца Фердинанда, однако в силу взаимной антипатии эта служба продолжалась лишь несколько месяцев.
7 марта 1898 назначен министр-президентом Цислейтании, одновременно занял пост министра внутренних дел. На пост министра финансов был приглашен один из лидеров младочехов Йозеф Кайцль. Правительство сразу же оказалось в центре конфликта вокруг языкового законодательства. В политических кругах происходила борьба за принятие внесенного Казимиром Феликсом Бадени Закона о языках (Sprachenverordnung), который обязывал государственных служащих в землях со смешанным немецко-славянским населением (прежде всего — в Богемии) владеть обоими языками. Стремясь не допустить вступления закона в силу, немецкие депутаты заблокировали работу Рейхсрата. Чехи, в свою очередь, не оказывали правительству достаточной поддержки. В октябре 1899 года Тун-Гоненштейн подал в отставку.
В 1911 вновь назначен штатгальтером Богемии, 19 июля того же года возведен в княжеское достоинство. Покинул должность в марте 1915. 1 ноября 1916 умер в замке Течен.